# Hopeless Records
Hopeless Records, é uma gravadora independente localizada em Los Angeles, Califórnia, no distrito de Van Nuys. A gravadora foi fundada em 1993 por Louis Posen, e financiada por um grupo de investidores privados. Os artistas da Hopeless são geralmente de gêneros derivados do punk rock e do heavy metal. 
O selo "Charitable Arm", da Sub City Records, participa com uma série de bêneficios e a turnê “Take Action Tour” em conjunto com a Hopeless, onde todos os anos, as duas gravadoras lançam o álbum de coletâneas da turnê , chamado “Take Action!”. A coletânea é composta por bandas do estilo punk e outras bandas indenpendentes lançadas pela gravadora.Hopeless também é proprietária do site “downloadpunk.com”, que oferece download de músicas de álbuns DRM-livres, no formato MP3.

## Artistas

### Atuais
- Aaron West and the Roaring Twenties
- Air Dubai
- All Time Low
- Anthony Raneri
- Bayside
- Coldrain (Exceto Austrália, Ásia e Nova Zelândia)
- Cruel Hand
- Damion Suomi and the Minor Prophets
- Divided By Friday

- Dryjacket
- Enter Shikari (Somente América)
- For The Foxes
- Have Mercy
- Heroes of Modern Earth
- Hundredth
- The KickDrums
- Milk Teeth
- Moose Blood
- New Found Glory
- Neck Deep
- ROAM
- Somos
- Story Untold
- SycAmour
- Sum 41
- Taking Back Sunday
- Trash Boat
- Trophy Eyes
- The Used
- The Wonder Years
- We Are The In Crowd
- What's Eating Gilbert
- With Confidence
- Worthwhile
- Young and Heartless

### Anteriores
- 88 Fingers Louie
- Atom And His Package
- Avenged Sevenfold (2001 – 2004)
- Break The Silence
- Common Rider
- Digger
- Dillinger Four
- Heckle (1997)
- Falling Sickness
- Fifteen
- Funeral Oration
- Guttermouth
- Jeff Ott
- Mêlée (Sub City)
- The Queers
- Royden
- Scared Of Chaka
- The Story So Far
- Thrice (Sub City, 2001 – 2003)
- The Weakerthans

## Compilações/Demos
- Hopelessly Devoted To You Vol. 1
- Hopelessly Devoted To You Vol. 2
- Hopelessly Devoted To You Vol. 3
- Hopelessly Devoted To You Vol. 4
- Hopelessly Devoted To You Vol. 5
- Hopelessly Devoted To You Vol. 6
- Take Action! Vol. 1
- Take Action! Vol. 2
- Take Action! Vol. 3
- Take Action! Vol. 4
- Take Action! Vol. 5
- Take Action! Vol. 6
- Take Action! Vol. 7